# ویکتوریا جاستیس
ویکتوریا جاستیس (به انگلیسی: Victoria Justice) (زاده ۱۹ فوریه ۱۹۹۳) یک بازیگر و خواننده آمریکایی است. او اکنون بیشتر به اسم توری وگا در مجموعه تلویزیونی ویکتوریوس و لوآ مارتنیز در نمایش تلویزیونی زوی ۱۰۱ در شبکه نیکلودین شناخته می‌شود. وی همچنان خواننده هم می‌باشد و سه تک‌آهنگ treat myself  (۲۰۲۰)و stay ، too f*ckin  nice در سال ۲۰۲۱   منتشر کرده‌است.

## بازیگری
| فیلم             | فیلم                                | فیلم          | فیلم                                    |
| سال              | فیلم                                | نقش           | یادداشت                                 |
| ---------------- | ----------------------------------- | ------------- | --------------------------------------- |
| ۲۰۰۵             | ماری                                | استیلا        | اولین فیلم بلند                         |
| ۲۰۰۵             | ما کی غذا می‌خوریم ؟                 | نیکی جوان     |                                         |
| ۲۰۰۵             | زنگ‌های نقره‌ای                       | رُز            | فیلم تلویزیونی سی بی اس                 |
| ۲۰۰۶             | باغ                                 | هالی          |                                         |
| ۲۰۰۶             | ناشناخته (فیلم)                     | دختر          |                                         |
| ۲۰۰۹             | تماشایی!                            | تامی دیسون    | نیکلودین                                |
| ۲۰۰۹             | پادشاهان شهر سیب                    | بِستی          | نقش کمکی                                |
| ۲۰۱۰             | پسر بچه ای که گریه گرگ شد           | جوردن سندز    | نیکلودین                                |
| مجموعه تلویزیونی |                                     |               |                                         |
| سال              | عنوان                               | نقش           | یادداشت                                 |
| ۲۰۰۵             | زوی ۱۰۱                             | لوآ مارتیز    | نقش اصلی                                |
| ۲۰۱۰             | ویکتوریوس                           | توری وگا      | نقش اصلی                                |
| ۲۰۱۵             | eye candy                           | لیندی         | نقش اصلی                                |
| بازیگر مهمان     |                                     |               |                                         |
| سال              | عنوان                               | نقش           | قسمت                                    |
| ۲۰۰۳             | دختران گیلمور                       | جیل شماره ۲   | "هابیت، سوفا و دیگِر استایلز"            |
| ۲۰۰۵             | زندگی جمعی زک و کودی                | ربکا          | فصل اول و دوم                           |
| ۲۰۰۶             | اور وود                             | تالیتا تامسون | فصل ۴ قسمت ۱۸ (از سفر لذت ببر)          |
| ۲۰۰۹             | مجموعه تلویزیونی گروه برادران عریان | خودش          | "قرار رویایی ولنتاین" و "اولین ظهور"    |
| ۲۰۰۹             | آی کارلی                            | شلبی مارکس    | فصل ۲ قسمت ۲۰ (من ما شلبی مارکس می‌جنگم) |
| ۲۰۰۹             | جکسون واقعی، وی پی                  | وینیان        | فصل ۱ قسمت ۲۲ ( شکست واقعی )            |
| ۲۰۱۰             | آن دسته                             | اریس فِیری     | فصل ۱ قسمت ۱۵ ( سرعت )                  |
| ۲۰۱۰             | پنگوئن‌های ماداگاسکار                | استِیسی        | فصل ۲ قسمت ۱۴                           |

## موسیقی
| آلبوم | آلبوم          |
| سال   | عنوان          |
| ----- | -------------- |
| ۲۰۱۰  | اولین آلبوم تک |

| موسیقی فیلم | موسیقی فیلم | موسیقی فیلم          |
| سال         | عنوان       | عنوان اصلی (انگلیسی) |
| ----------- | ----------- | -------------------- |
| ۲۰۰۹        | تماشایی!    | Spectacular!         |
| ۲۰۱۰        | ویکتوریوس   | Victorious           |

| تک موسیقی | تک موسیقی             | تک موسیقی                | تک موسیقی      |
| سال       | عنوان                 | عنوان اصلی (انگلیسی)     | همخوانی        |
| --------- | --------------------- | ------------------------ | -------------- |
| ۲۰۰۷      | هزار مایل             | A Thousand Miles         | -              |
| ۲۰۱۰      | بدرخشان               | Make it Shine            | -              |
| ۲۰۱۰      | تو دلیلی              | You're the Reason        | -              |
| ۲۰۱۰      | سرانجام سقوط          | Finally Falling          | آوان جوگیا     |
| ۲۰۱۰      | بهم بگو که دوستم داری | Tell Me That You Love Me | لئون توماس سوم |
| ۲۰۱۰      | از خود بی‌خود شدن      | Freak The Freak Out      |                |
| ۲۰۲۰      | مراقبت از خود         | treat myself             |                |
| ۲۰۲۱      | موندن                 | Stay                     |                |
| ۲۰۲۱      | خیلی زیادی مهربون     | too f*ckin nice          |                |